# Lipníky
Lipníky ist eine Gemeinde im Osten der Slowakei mit 587 Einwohnern (Stand 31. Dezember 2024) im Okres Prešov, einem Teil des Prešovský kraj und wird zur traditionellen Landschaft Šariš gezählt.

## Geographie

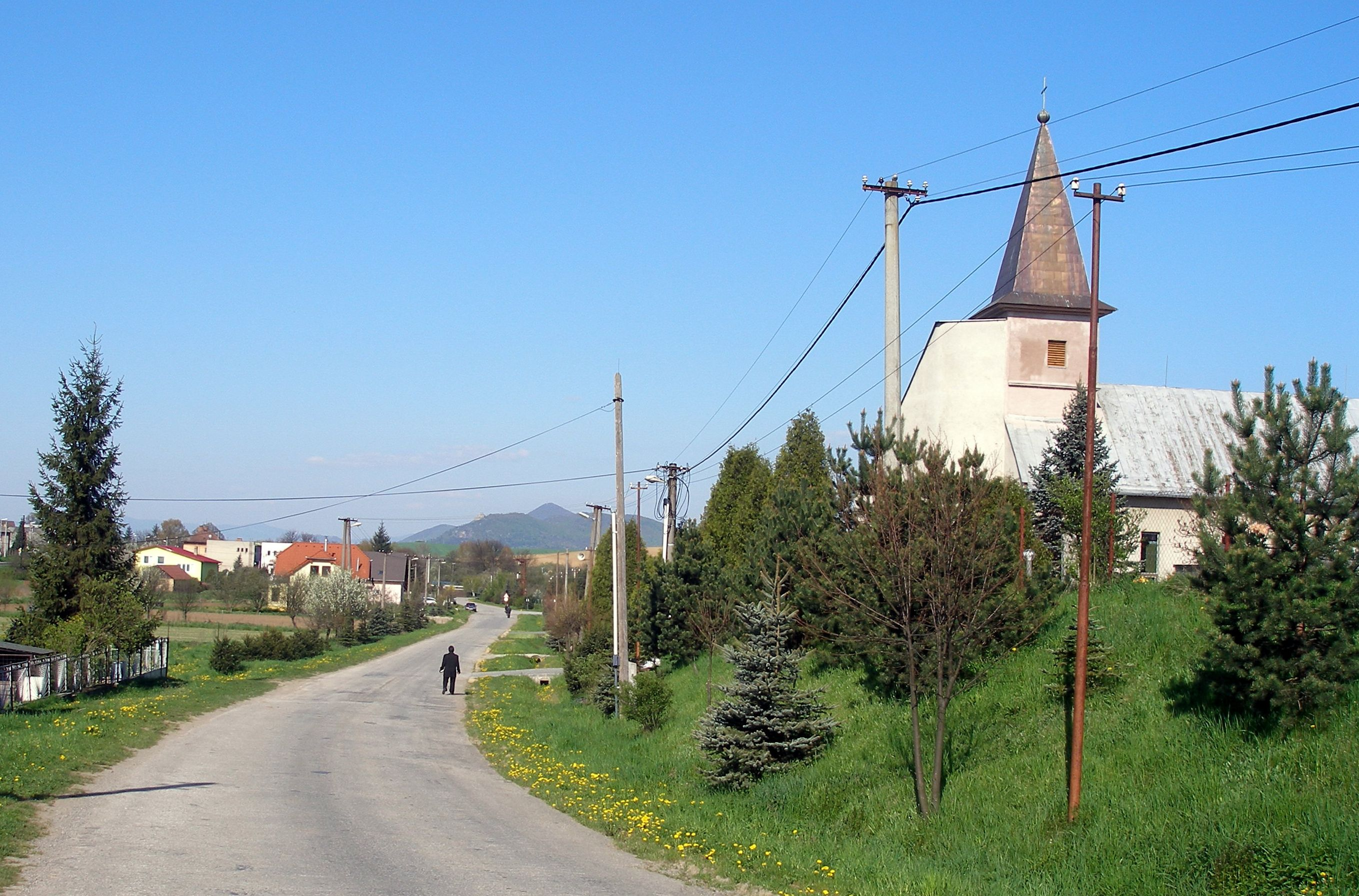
Lipníky

Die Gemeinde befindet sich in einem Vorgebirge der Niederen Beskiden entlang des Baches Ladianka. Andere Landschaftsmerkmale sind die Ausläufer der Slanské vrchy im Süden sowie der Sattel Petič im Osten. Das Ortszentrum liegt auf einer Höhe von 285 m n.m. und ist 15 Kilometer von Prešov entfernt.

## Geschichte
Die Gemeinde Lipníky ist verhältnismäßig sehr jung, da sie in dieser Form erst 1990 entstand. Sie setzt sich aus den Gemeindeteilen Lipníky, Podhrabina und Taľka zusammen. Der Ort Lipníky selbst war vorher ein Weiler der Gemeinde Šarišská Poruba und wurde zum ersten Mal 1410 schriftlich erwähnt und 1971 nach Nemcovce eingegliedert.
Die Weiler Taľka und Podhrabina waren Teil von Nemcovce. Während Taľka jedoch schon im 14. Jahrhundert entstand, wurde Podhrabina erst nach dem Ersten Weltkrieg gegründet.
Die heutige Gemeinde entstand am 28. August 1990 nach einem Beschluss des Bezirksnationalausschusses in Prešov, eine zugehörige Katastralgemeinde wurde erst 1992 aus den Teilen von Chmeľov, Nemcovce und Šarišská Poruba geschaffen.
Ab Juli 1941 war Lipníky Standort eines Zwangsarbeitslagers mit vorwiegend sogenannten Asozialen und Gypsies, die beim Eisenbahnbau eingesetzt wurden. Die Zahl ging auf 600 Arbeitskräfte hoch. Als die Arbeiten Mitte 1943 fertiggestellt waren, wurden die Zwangsarbeiter nach Chmeľov verlegt.

## Bevölkerung
| Jahr                | 1994 | 2004    | 2014    | 2024     |
| ------------------- | ---- | ------- | ------- | -------- |
| Anzahl der Personen | 430  | 466     | 473     | 587      |
| Unterschied         |      | +8,37 % | +1,50 % | +24,10 % |

| Jahr                | 2023 | 2024    |
| ------------------- | ---- | ------- |
| Anzahl der Personen | 571  | 587     |
| Unterschied         |      | +2,80 % |

Ergebnisse der Volkszählung 2001 (449 Einwohner):
| Nach Ethnie: - 99,78 % Slowaken - 0,22 % Ukrainer | Nach Konfession: - 51,45 % römisch-katholisch - 40,31 % evangelisch - 6,90 % griechisch-katholisch |